# ليو ريتشارد هاميلتون
ليو ريتشارد هاميلتون (بالإنجليزية: Leo Richard Hamilton)‏ هو سياسي أمريكي، ولد في 13 ديسمبر 1927، وتوفي في 26 ديسمبر 2010. حزبياً، نشط في الحزب الديمقراطي. وقد انتخب عضو جمعية ولاية ويسكونسن.